# (135561) Tautvaišienė
(135561) Tautvaišienė est un astéroïde de la ceinture principale.

## Description
(135561) Tautvaišienė est un astéroïde de la ceinture principale. Il fut découvert le 16 mars 2002 à Molėtai par Kazimieras Černis et Justas Zdanavičius. Il présente une orbite caractérisée par un demi-grand axe de 2,18 UA, une excentricité de 0,08 et une inclinaison de 4,6° par rapport à l'écliptique.